# Sandwell
Sandwell este un Burg Metropolitan în cadrul Comitatului Metropolitan West Midlands în regiunea West Midlands. Principalele localități sunt: Blackheath, Oldbury, Rowley Regis, Smethwick, Tipton, Wednesbury și West Bromwich.
1. ↑   https://ons.maps.arcgis.com/home/item.html?id=a79de233ad254a6d9f76298e666abb2b Lipsește sau este vid: |title= (ajutor)